# Patrie
Pour l’article ayant un titre homophone, voir Patry.
Pour les articles homonymes, voir Patrie (homonymie).
 (mai 2009).
Le mot patrie désigne étymologiquement, le « pays des pères ». Suivant les époques, les lieux et les classes sociales, ce terme recoupe des notions différentes, explicitement ou implicitement.
Une version relativement moderne et guerrière dit que la Patrie est le pays, la nation, pour lesquels on est prêt à se sacrifier.
Une version plus sereine dit que c'est le lieu où l'on a ses attaches familiales ou/et émotionnelles, voire, à l'occasion d'une immigration, que c'est le pays que l'on a élu pour y faire sa vie. La citation latine Ubi bene, ibi patria (La patrie est où l'on est bien) résume cet état d'esprit. Chateaubriand en fait référence dans Itinéraire de Paris à Jérusalem : « Tout le monde a dans la bouche cet adage : Ubi bene, ibi patria; d'où il résulte qu'il n'y a plus de patrie où l'on se trouve sous l'oppression, sans espérance de voir finir ses peines ».
Le patriotisme (mot datant de 1750) est l'attachement sentimental ou politique à la patrie.

## Définitions et sens
Dans son Dictionnaire philosophique, Voltaire définit la patrie comme « composée de plusieurs familles ; et comme on soutient communément sa famille par amour-propre, lorsqu'on n'a pas d'intérêt contraire, on soutient par le même amour-propre sa ville ou son village, qu'on appelle sa patrie et ou la politique y est propre ».

## Historique du mot en France

### De l'Antiquité à l'Ancien régime
Dans l'Antiquité, ce mot désigne la terre où sont enterrés les ancêtres. 
En France, sous les Mérovingiens, le sentiment d'appartenance à une entité commune et supérieure, le royaume des Francs, couvrant l'essentiel de la Gaule et uni par l'allégeance à une même dynastie royale, reste fort chez les Francs et maintient le sentiment de l'unité franque. D'ailleurs dès la seconde moitié du VIe siècle, les habitants de la moitié nord de la Gaule se reconnaissent comme Francs, témoignage de l'accomplissement de la fusion progressive entre Gallo-Romains et Francs qui s'achèvera au VIIe siècle et de la naissance, selon l'expression de Ferdinand Lot d'un « patriotisme gallo-franc ». Des auteurs du Haut Moyen Âge, comme la Baudonivie, font ainsi un grand usage du mot « patrie » en se référant au royaume des Francs. Sous les premiers Carolingiens, le mot « patrie » est moins utilisé et c'est la référence à l'Europe qui apparaît et se renforce.
Sous les Capétiens, au Moyen Âge, il s'accompagne d'une notion de proximité : la patrie est alors la province, la région, la ville, voire le village où on est né et où on a grandi, il semble que « être de la même patrie » c'est se comprendre, parler la même langue : le français était alors une langue minoritaire en France, les patois ou langues régionales étaient les langues parlées par une majorité de « Français ».
À la Renaissance, l'extension du pouvoir royal n'est pas totalement acquise, la notion de patrie peut prendre aussi le sens de terre ou pays du roi, sachant que le roi est considéré comme la personnification du pays : à cette époque, de nombreux lettrés sont volontiers au service de la propagande royale et utilisent le mot patrie dans le sens de Roi. En dehors de ce contexte spécifique aux élites, le mot patrie désigne toujours l'environnement où l'individu naît, vit et meurt (c'est en général le même).

### Révolution française
À la Révolution française, et même avant, dans le courant d'idées qui l'a favorisée, les termes tels que nation, peuple et patrie sont officiellement ré-appropriés par la propagande révolutionnaire, mais aussi par une frange importante de la population qui identifie plus facilement leur pays à la France dans son ensemble. Dans ce contexte de menace extérieure sur la victoire révolutionnaire, la patrie est identifiée à la nation révolutionnaire dont la souveraineté est un dogme, et est chargée d'une idée de combat, de sacrifice pour sa victoire sur l'ennemi. La patrie est sacralisée (« amour sacré de la patrie » dit la Marseillaise) et être patriote devient l'équivalent de défenseur de la révolution et cela est récompensé par un brevet, un bien ou un patrimoine. La guerre quasiment ininterrompue jusqu'à la chute du Premier Empire napoléonien aura été un grand promoteur de la valeur attribuée au mot patrie.
Ensuite, et jusqu'en 1870, être patriote c'est être républicain, par référence à la Révolution et par opposition au monarchisme. Toutefois, le mot est parfois repris par les libéraux, notamment le couronnement de Louis-Philippe Ier en 1830 se fait en invoquant la patrie (cela était crédible car il avait combattu à Valmy et à Jemappes). Parallèlement, en Europe, se développent des nationalismes et une idée du patriotisme comme union pour défendre la nation. En France, la guerre de 1870 fera de la patrie une notion fédérative dans un combat contre l'ennemi.

### Après 1871
À partir de la défaite de 1871, le terme patrie prend un sens nationaliste et est accaparé par les revanchards. La valeur de la Patrie est cultivée en permanence dès l'école élémentaire où on apprend qu'elle a été mutilée (l'Alsace-Lorraine) et qu'il faut l'aimer très fort. Le nationalisme, exacerbé jusqu'en 1918, a été un courant d'opinion fort et transversal par rapport à la distinction parlementaire gauche-droite. Toutefois, une ligne de fracture durable s'est fait jour entre un patriotisme « de gauche » et un « de droite » à l'occasion de l'affaire Dreyfus. Pour la droite nationaliste, cette affaire a été l'occasion d'une affirmation antisémite de ses valeurs patriotiques : le terme apatride est utilisé comme euphémisme péjoratif pour signifier juif, sous-entendant qu'un juif est un traitre à la patrie car c'est un cosmopolite (il n'a pas de patrie, donc il n'aime pas La Patrie), sans foi (foi chrétienne, et sans principes moraux) ni loi ; et le socialisme est désigné comme un cosmopolitisme lié aux juifs. Bien que l'affaire Dreyfus soit officiellement finie en 1906, cette époque laissera une profonde empreinte dans les idées politiques françaises, au moins jusqu'en 1945.
L'effort humain continu durant la Première Guerre mondiale peut en partie se comprendre sachant la constance avec laquelle, durant près de quarante ans, le patriotisme sacrificiel a été inculqué aux individus. Le patriotisme ressortit diminué de cette guerre, mais a été ranimé durant l'occupation au contact du nazisme qui avait développé une version extrême du nationalisme et du culte de la Patrie depuis les années 1920.